# Installierte Radarreichweite
Die installierte Radarreichweite, ist eine in Präsentationen von Radarherstellern verwendete Entfernungsangabe für Radargeräte nach dem Impulsverfahren. Sie wird nach der Dauer der Empfangszeit und somit den maximal anzeigbaren Werten aus der Laufzeitmessung bestimmt. Meist wird diese Reichweitenangabe mit dem größtmöglichen Entfernungsmaßstab der Sichtgeräte gleichgesetzt. Die Berechnung der installierten Reichweite {\displaystyle R_{\mathrm {max} }} erfolgt nach:
{\displaystyle R_{\mathrm {max} }\;=\;{\frac {c\,\left(T-t_{\mathrm {S} }-t_{\mathrm {D} }\right)}{2}}}
mit {\displaystyle c} als der Lichtgeschwindigkeit, {\displaystyle T} der Zeit der Impulsfolgeperiode, {\displaystyle t_{\mathrm {S} }} der Sendeimpulsdauer und {\displaystyle t_{\mathrm {D} }} der Totzeit (hier für das BITE)

Zeitablauf eines Pulsradargerätes

Die Dauer der Empfangszeit wird durch die Impulsfolgefrequenz bestimmt. Sie ist meist noch vor dem nächsten Sendeimpuls beendet. Die installierte Radarreichweite ist deswegen nicht immer mit dem unambiguous range, dem Bereich der Eindeutigkeit der Messung, gleichzusetzen. Die Sendeimpulsdauer {\displaystyle t_{\mathrm {S} }} geht mit in die Gleichung ein, da erst die gesamte Impulslänge empfangen werden muss, ehe das Signal verarbeitet werden kann.
Die durch die Radargleichung betrachteten energetischen Aspekte zu einer theoretischen Reichweite eines Radargerätes, wie Sendeleistung, Wellenlänge des Signals, effektive Reflexionsfläche und Antennengewinn führen zu einer theoretischen Reichweite, die kleiner sein muss, als die durch den Zeitablauf im Radargerät installierte Reichweite. Echosignale. die aus einer größeren Entfernung als die installierte Reichweite eintreffen, werden entweder nicht angezeigt oder sind Ursache für Messfehler (ambiguous Range). In modernen Radargeräten, die nach dem Monopulsverfahren arbeiten, können Echosignale aus einer vorhergehenden Impulsperiode nicht empfangen werden, da die elektronisch geschwenkte Antenne bereits in eine andere Richtung zeigt.
Ein Sonderfall sind Multifunktionsradargeräte, die durch unterschiedliche Intrapulsmodulation sehr wohl auch Reichweiten außerhalb des Zeitmusters empfangen können, zum Beispiel bei der Zielverfolgung operativ-taktischer Raketen bis in den interstellaren Raum bei gleichzeitiger Luftraumaufklärung um die Radarstellung herum.